# Ариовист
Ариови́ст (лат. Ariovistus) — вождь возглавлявший союз древнегерманских племен свевов.
Около 71 года до нашей эры Ариовист по просьбе галлов (арвернов и секванов), сражавшихся с другим галльским племенем — эдуями, перешёл с большим отрядом германцев в качестве предводителя Рейн и около 61 года до но нашей эры одержал победу над эдуями. Поселившись на территории римской провинции Галлия и обеспечив себе самостоятельное положение, Ариовист постепенно собрал вокруг себя значительное количество германцев. В 59 году до но нашей эры Юлий Цезарь способствовал признанию Ариовиста римским сенатом в качестве «друга римского народа». Однако, когда недовольные властью Ариовиста галльские племена обратились за помощью к Юлию Цезарю, тот около 58 года до нашей эры при Бизантиуме разгромил войско Ариовиста. Тяжелораненый Ариовист с остатками германского войска переправился через Рейн на территорию германцев, где вскоре умер от ран.

## Первоисточники
- Цезарь. Записки о Галльской войне, I, 31—53: текст на латинском и русском
- Плутарх. Сравнительные жизнеописания, Цезарь, 19: Текст на древнегреческом
- Дион Кассий. Римская история, XXXVIII, 34—50: текст на древнегреческом, английском и русском
- Аппиан. Римская история. Гражданские войны, IV, : текст на древнегреческом и русском